# Spongicoloides iheyaensis
Spongicoloides iheyaensis is een tienpotigensoort uit de familie van de Spongicolidae. De wetenschappelijke naam van de soort is voor het eerst geldig gepubliceerd in 2006 door Saito, Tsuchida & Yamamoto.